# Joel Madden
Joel Ryan Combs (Waldorf, Maryland; 11 de marzo de 1979), conocido como Joel Madden, es un cantante, músico y compositor estadounidense, conocido por ser el vocalista y líder de la banda norteamericana Good Charlotte.

## Biografía
Tiene un hermano mayor llamado Josh, quien es DJ, una hermana menor llamada Sarah y un hermano gemelo llamado Benji, el cual toca la guitarra en Good Charlotte. Estudió en la Preparatoria La Plata en La Plata, Maryland. Ambos viven en la misma calle en Glendale, California.
Durante su adolescencia, los hermanos cambiaron legalmente sus apellidos del de su padre, Combs, al apellido de soltera de su madre, Madden, debido a que este abandonó la familia cuando Joel tenía 16 años. Esto significó para ellos una gran decepción, llevándolos a escribir varias canciones sobre esto, como Christmas By The Phone, Emotionless (de su segundo disco, The Young and the Hopeless) y Predictable (de su tercer disco, The Chronicles Of Life and Death).
Él y sus compañeros de banda son los padrinos musicales de la banda canadiense Simple Plan, y es amigo del vocalista Pierre Bouvier.

## Relaciones
Joel empezó a salir con Hilary Duff en el 2004, cuando ella tenía 16 años y él 25. En noviembre de 2006, después de dos años y medio juntos, Joel y Hilary terminaron su relación.
Joel empezó a salir con Nicole Richie poco después de haber roto con Hilary, en diciembre de 2006. Tuvieron una hija Harlow Winter Kate Richie-Madden, que nació el 11 de enero de 2008.
Joel anunció en febrero de 2009 que esperaban a su segundo hijo. Sparrow James Midnight Richie-Madden nació el 9 de septiembre de 2009. Madden contrajo matrimonio con la madre de sus hijos, Nicole Richie, el 11 de diciembre de 2010 en Beverly Hills.

## Carrera filmográfica
En la película de 2001 Not Another Teen Movie, Joel y miembros de Good Charlotte tuvieron cameos como la banda en la fiesta de graduación del colegio. Luego tuvo otro cameo en la película Fat Albert de 2004, y en la película Material Girls de 2006, con su hermano Benji. Se dice que actuará en una película llamada Valley of the Damned.[cita requerida] También actuó en un capítulo de la serie Naked brothers band.